# Combretum fruticosum
Combretum fruticosum là một loài thực vật có hoa trong họ Trâm bầu. Loài này được (Loefl.) Stuntz mô tả khoa học đầu tiên năm 1914.